# 虹桥 (桂林)
25°16′13″N 110°17′03″E / 25.27028°N 110.28417°E
虹桥是位于中国广西壮族自治区桂林市象山区宁远河北口的一座滚水坝，又名横桥、胜水坝，建于明朝洪武八年（1375年），东西走向，长100米，宽20米，由北向南呈下坡走势，由大块方形料石平铺而成，枯水期人可从坝顶步行过河。1987年被列为桂林市文物保护单位，2009年被列为广西壮族自治区文物保护单位。

## 历史
洪武八年（1375年），桂林城向南拓展至阳江（今桃花江）边，并从阳江向南转折处起开挖城壕，直至象鼻山北麓，与漓江相通。同时在阳江故道（今宁远河）入口处砌筑此滚水坝，使阳江水面升高，来水能够从新开挖的城壕流入漓江，“使之环绕漓山（象鼻山）以成襟带”，并成为护城河。汛期，洪水又可通过坝顶泄入阳江故道，保障城垣安全。因其横卧于水中，“乘牒俯瞰隐如长虹”，名曰“虹桥”。明万历年间重修。清康熙二十四年（1685年）重修，更名为“胜水坝”，取“坝胜于水而城得水之济”之意。光绪二十三年（1897年）再次维修。中华人民共和国成立后，亦多次维修。